# Eburodacrys decipiens
Eburodacrys decipiens là một loài bọ cánh cứng trong họ Cerambycidae.